# Kermanshah
 Denne artikel omhandler byen Kermanshah. Opslagsordet har også en anden betydning, se Kermanshah (provins).
Kermanshah er en by i det vestlige Iran, med et indbyggertal var i 2011 på 851.405 mennesker. Byen er hovedstad i Kermanshah-provinsen.
Kermanshah blev udsat for store ødelæggelser under den iransk-irakiske krig.